# Golden Rock (volkslied)
Golden Rock (Nederlands: Gouden Rots) is het volkslied van Sint Eustatius, dat op 29 juli 2004 door de eilandsraad vastgelegd werd en op 8 oktober 2010 officieel bekrachtigd werd. De tekst is geschreven door Pieter A. van den Heuvel op de melodie van het Zeeuwse volkslied, waarvan de muziek geschreven werd door Jan Morks in 1919.

## Tekst
| Officiële tekst | Letterlijke vertaling |
| --- | --- |
| Between the deep blue ocean, And the Caribbean Sea, Where the waves are in motion Lies a Pearl so dear to me, From Quill to Little Mountain From Venus to White Wall, Long ago a Golden Fountain Once a diamond waterfall. Golden Rock, I’ll always miss you, When I am far from thee, Never, never I’ll forget you Where-so-ever I may be. Statia’s past, you are admired, though Rodney fill his bag, The First salute were fired o’ The American Flag, The freedom of a nation, Promoted by our Fort, American and Statian, Both praise for I t’our Lord. Among the ruined houses, Of low and upper town, There a lofty feeling rouses, Which never can break down, Its faithfulness forever, As ever it has been, May God forsake us never, And save Governor and Queen. | Tussen de diepe, blauwe oceaan En de Caraïbische Zee Waar de golven in beweging zijn, Ligt een Parel, mij zo dierbaar, Van de Quill tot de Little Mountain, Van Venus tot White Wall, Een Gouden Bron lang geleden Ooit een diamanten waterval. Gouden Rots, ik zal u altijd missen, Wanneer ik ver van u ben. Nooit, nooit zal ik u vergeten, Waar ik ook moge zijn. Statia’s verleden, gij wordt bewonderd, Al vult Rodney zijn zak, Al wordt het Eerste Saluut gevuurd voor De Amerikaanse Vlag - De vrijheid van een natie, Bevorderd door ons Fort - Amerikaan en Statiaan, Beiden prijs ik voor onze Heer. Tussen de verwoeste huizen Van de lage en hoge stad, Daar staat een verheven gevoel op Dat nooit kan instorten, Zijn getrouwheid voor eeuwig, Zoals het nooit geweest is, Moge God ons nooit verlaten En Gouverneur en Koningin bewaren. |